# Угрин Чака
 Тази статия е за унгарският владетел.  За унгарският архиепископ вижте Угрин Чака (архиепископ).  
Угрин Чака или Унгарският Чака е самостоятелен владетел на т.нар. Горен Срем в края на 13 и началото на 14 век – до 1311 година.
За обособяване на самостоятелното владение спомага избухналата в началото на 14 век гражданска война в Унгарското кралство. Преди, по време, и след гражданската война в Унгария се оформят напълно самостоятелни феодали, които de facto са независими и управляват обширни територии, като разполагат със свои армии, правни и административни системи. Един от тези унгарски владетели е Угрин Чака, който управлява самостоятелно своето владение обхващащо областите Срем /Горен Срем/ с части от Славония, Бачка и Банат /днешна Войводина/. Угрин Чака резидира в Пожега и Илок. Долен Срем се управлява от маджарският зет и васал Стефан Драгутин.
След смъртта на Угрин Чака в 1311 година владението му е присъединено към владенията на короната на Свети Стефан – в случая от крал Карой I /Карл Роберт/. Това от своя страна способства за усилване на процеса към централизация в унгарската държава, както и за понататъшното неутрализиране на другите местни унгарски олигарси от централната власт.